# 伊洛霍酒吧
伊洛霍酒吧（Ilojo Bar），也称奥莱亚之家（Olaiya House）或费尔南德斯之家（Casa da Fernandez,），是一座巴西风格的历史建筑，位于尼日利亚拉各斯州拉各斯岛的蒂努布广场附近。

## 历史
它最初是由费尔南德斯家族于1855年建造的酒吧餐厅，他们雇佣了一批即将返回南美的前奴隶美工修建此楼。1933年，酒吧卖给了奥莱亚家族的阿尔弗雷德·奥莫拉纳·奥莱亚（Alfred Omolana Olaiya）。奥莱亚以自己位于埃基蒂州伊杰萨伊苏的家乡“伊洛霍”为名，将该建筑重新命名为“伊洛霍酒吧”。
1956年，尼日利亚国家博物馆和古迹委员会宣布此栋建筑为国家纪念物。
2016年9月11日，由于该楼有崩塌的风险，在拉各斯开斋节周末期间，此楼被拆除。该土地后由拉各斯州政府控制。